# Manica rubida
Espèce
Manica rubida est une espèce de grandes fourmis d'Europe, de Sibérie et d'Asie mineure, de la sous-famille des Myrmicinae.